# Ruffiac (Morbihan)
Pour les articles homonymes, voir Ruffiac.
Ruffiac [ʁyfjak] est une commune française située dans le département du Morbihan, en région Bretagne.
Ruffiac est une commune du canton de Malestroit. Elle est située sur les axes routiers Malestroit-Guer et Ploërmel-Redon.

## Géographie

### Situation
|                        | Caro, Réminiac        | Tréal                   |
| Missiriac              | Ruffiac               |                         |
| Saint-Laurent-sur-Oust | Saint-Martin-sur-Oust | Saint-Nicolas-du-Tertre |

En dehors de bandes orientées ouest-est au nord et au sud de la commune, soit une bande de grès armoricain et une de la formation de Pont-Réan au sud et moins étendues au nord, le sous-sol est constitué de schistes Briovériens. Le sol est dans ces secteurs nord et sud, d'une valeur agricole plus faible que dans la partie schisteuse où elle est globalement excellente.

### Hydrographie
Pour un article plus général, voir Réseau hydrographique du Morbihan.
La commune est située dans le bassin Loire-Bretagne. Elle est drainée par les Arches, le Guidecourt, le ruisseau de l'Étang de tréal et divers autres petits cours d'eau,.
Les Arches, d'une longueur de 14 km, prend sa source dans la commune de Augan et se jette  dans l'Oust à Saint-Congard, après avoir traversé six communes. 

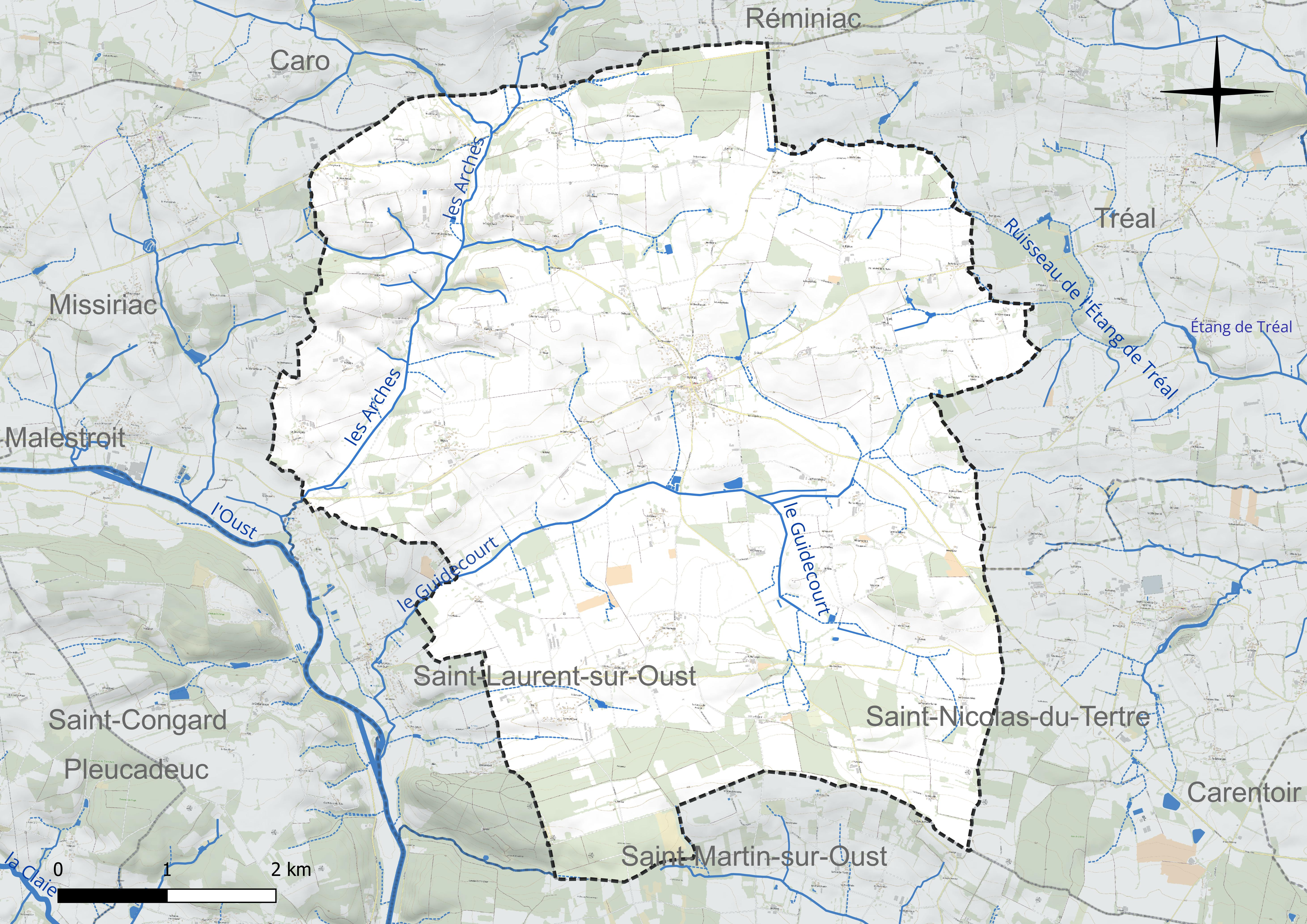
Réseau hydrographique de Ruffiac.

### Climat
Pour des articles plus généraux, voir Climat de la Bretagne et Climat du Morbihan.
En 2010, le climat de la commune est de type climat océanique franc, selon une étude du Centre national de la recherche scientifique s'appuyant sur une série de données couvrant la période 1971-2000. En 2020, Météo-France publie une typologie des climats de la France métropolitaine dans laquelle la commune est exposée à un climat océanique et est dans la région climatique  Bretagne orientale et méridionale, Pays nantais, Vendée, caractérisée par une faible pluviométrie en été et une bonne insolation. Parallèlement l'observatoire de l'environnement en Bretagne publie en 2020 un zonage climatique de la région Bretagne, s'appuyant sur des données de Météo-France de 2009. La commune est, selon ce zonage, dans la zone « Intérieur Est  », avec des hivers frais, des étés chauds et des pluies modérées.  
Pour la période 1971-2000, la température annuelle moyenne est de 11,5 °C, avec une amplitude thermique annuelle de 12,7 °C. Le cumul annuel moyen de précipitations est de 831 mm, avec 12,4 jours de précipitations en janvier et 6,2 jours en juillet. Pour la période 1991-2020, la température moyenne annuelle observée sur la station météorologique la plus proche, située sur la commune de Pleucadeuc à 9 km à vol d'oiseau, est de 11,9 °C et le cumul annuel moyen de précipitations est de 907,2 mm,. Pour l'avenir, les paramètres climatiques de la commune estimés pour 2050 selon différents scénarios d’émission de gaz à effet de serre sont consultables sur un site dédié publié par Météo-France en novembre 2022.

## Urbanisme

### Typologie
Au 1er janvier 2024, Ruffiac est catégorisée commune rurale à habitat dispersé, selon la nouvelle grille communale de densité à sept niveaux définie par l'Insee en 2022.
Elle est située hors unité urbaine et hors attraction des villes,.

### Occupation des sols
L'occupation des sols de la commune, telle qu'elle ressort de la base de données européenne d’occupation biophysique des sols Corine Land Cover (CLC), est marquée par l'importance des territoires agricoles (89,1 % en 2018), une proportion sensiblement équivalente à celle de 1990 (89,3 %). La répartition détaillée en 2018 est la suivante : 
terres arables (64,4 %), zones agricoles hétérogènes (18,1 %), forêts (8 %), prairies (6,5 %), zones urbanisées (2,8 %). L'évolution de l’occupation des sols de la commune et de ses infrastructures peut être observée sur les différentes représentations cartographiques du territoire : la carte de Cassini (XVIIIe siècle), la carte d'état-major (1820-1866) et les cartes ou photos aériennes de l'IGN pour la période actuelle (1950 à aujourd'hui).

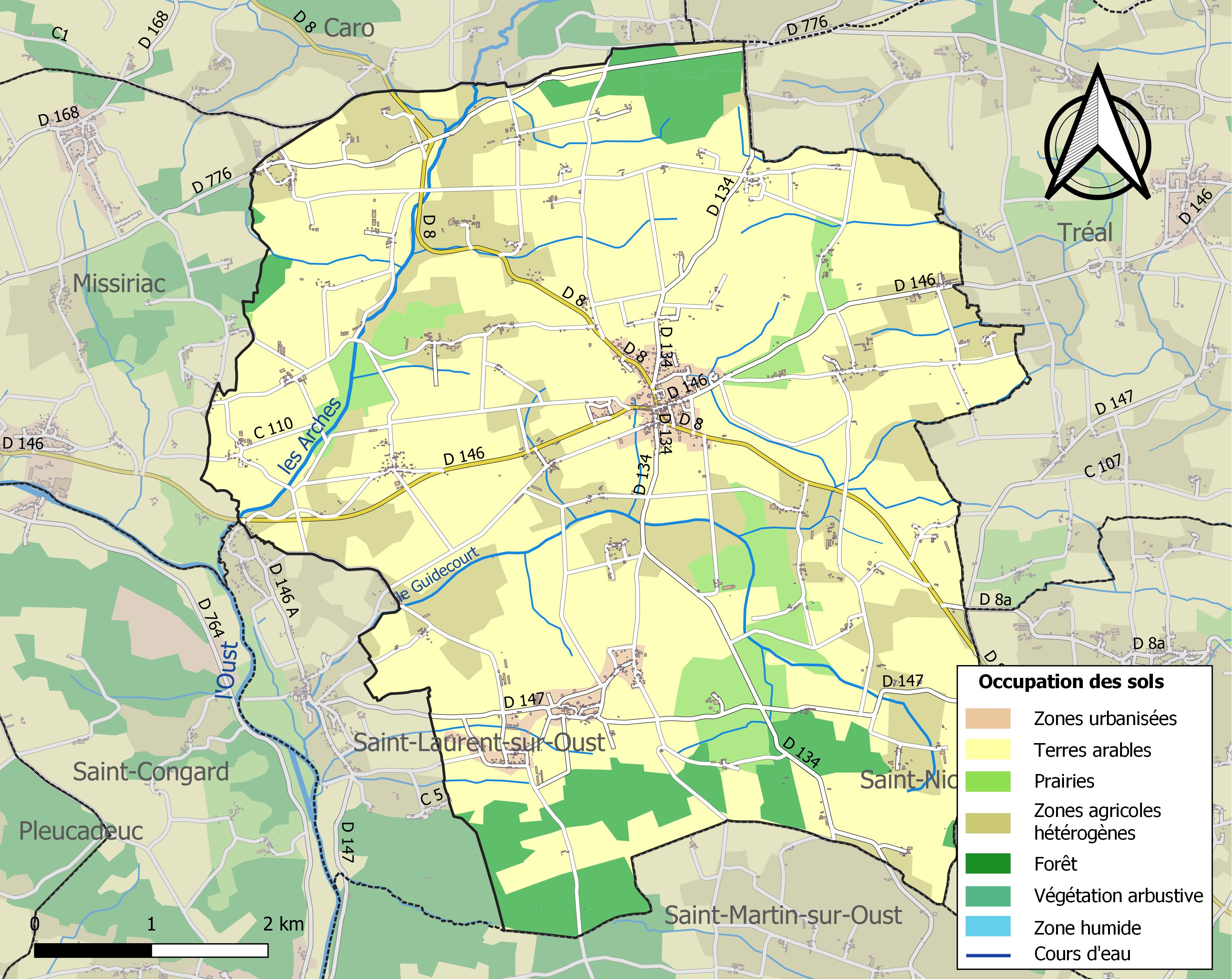
Carte des infrastructures et de l'occupation des sols de la commune en 2018 (CLC).

## Toponymie
Le nom de la localité est attesté sous la forme Rufiac Plebs Condita en 833 dans le cartulaire de Redon, Rufiacum en 836, Ruffiac en 1340 et 1453.
Du nom d'homme latin Rufus, « le roux ».
R'fya en gallo.
Théophile Jeusset, se basant sur une forme latine Ruffiacum, a proposé la forme bretonne Rufieg (Pourc'hoad).

## Histoire
Ruffiac est connu dès 833 comme paroisse relevant du pays vannetais (pago Venedie). L'abbaye de Redon y possédait un prieuré IXe siècle auquel a succédé la chapelle de Notre-Dame de Pitié .

### LeXIXesiècle
Le 27 août 1848 des troubles graves éclatèrent à Malestroit lors des élections pour le conseil d'arrondissement : les électeurs de 4 communes  (Sérent, Lizio, Saint-Abraham, Saint-Guyomard) se disputèrent pour savoir quelle commune voterait la première : « les pierres que se jetaient les combattans atteignirent beaucoup de vitres et quelques habitans de Malestroit ; aussitôt la Garde nationale fut convoquée et, par un mouvement de frayeur fort regrettable, elle tira sur les paysans de ces communes. Deux furent atteints assez grièvement ; on pense que la blessure de l'un d'eux est mortelle. Nous avons demandé que l'on fit voter chaque commune au chef-lieu de la commune, et non au chef-lieu de canton ». Dans un autre article paru quelques jours plus tard le même journal précise que le commencement des troubles serait dû à des électeurs de Ruffiac qui auraient commencé dans l'après-midi à frapper des électeurs de Sérent qui commençaient à danser et qu'une trentaine de Sérentais auraient été blessés.
Une épidémie de variole fit 240 malades (dont 21 décès) en 1866 à Ruffiac.

## Politique et administration
| Période                                  | Période   | Identité    | Étiquette | Qualité |
| ---------------------------------------- | --------- | ----------- | --------- | ------- |
| Mars 2001                                | Mars 2008 | Alain Jégat |           |         |
| Mars 2008                                | Mars 2014 | Odile Lerat |           |         |
| Mars 2014 Réélu en 2020                  | En cours  | Thierry Gué |           |         |
| Les données manquantes sont à compléter. |           |             |           |         |

## Démographie
L'évolution du nombre d'habitants est connue à travers les recensements de la population effectués dans la commune depuis 1793. Pour les communes de moins de 10 000 habitants, une enquête de recensement portant sur toute la population est réalisée tous les cinq ans, les populations de référence des années intermédiaires étant quant à elles estimées par interpolation ou extrapolation. Pour la commune, le premier recensement exhaustif entrant dans le cadre du nouveau dispositif a été réalisé en 2008.

En 2022, la commune comptait 1 396 habitants, en évolution de −2,24 % par rapport à 2016 (Morbihan : +3,82 %, France hors Mayotte : +2,11 %).
| 1793  | 1800  | 1806  | 1821  | 1831  | 1836  | 1841  | 1846  | 1851  |
| ----- | ----- | ----- | ----- | ----- | ----- | ----- | ----- | ----- |
| 1 630 | 1 515 | 1 608 | 1 437 | 1 694 | 1 756 | 1 721 | 1 723 | 1 650 |

| 1856  | 1861  | 1866  | 1872  | 1876  | 1881  | 1886  | 1891  | 1896  |
| ----- | ----- | ----- | ----- | ----- | ----- | ----- | ----- | ----- |
| 1 673 | 1 733 | 1 763 | 1 735 | 1 783 | 1 817 | 1 827 | 1 807 | 1 835 |

| 1901  | 1906  | 1911  | 1921  | 1926  | 1931  | 1936  | 1946  | 1954  |
| ----- | ----- | ----- | ----- | ----- | ----- | ----- | ----- | ----- |
| 1 846 | 1 877 | 1 803 | 1 718 | 1 772 | 1 765 | 1 697 | 1 668 | 1 588 |

| 1962  | 1968  | 1975  | 1982  | 1990  | 1999  | 2006  | 2008  | 2013  |
| ----- | ----- | ----- | ----- | ----- | ----- | ----- | ----- | ----- |
| 1 563 | 1 479 | 1 482 | 1 428 | 1 374 | 1 311 | 1 381 | 1 401 | 1 406 |

| 2018  | 2022  | - | - | - | - | - | - | - |
| ----- | ----- | - | - | - | - | - | - | - |
| 1 393 | 1 396 | - | - | - | - | - | - | - |

## Culture et patrimoine

### Lieux et monuments

#### Patrimoine religieux
- Chapelle Notre-Dame-de-la-Pitié ou dite « du prieuré » (1932) ;
- Église Saint-Pierre-et-Saint-Paul (1920) ;
- Chapelle Saint-Jean-des-Bois ou Saint-Jean-Baptiste (XVIIe siècle) ;
- Chapelle Saint-André élément (XVe siècle) ;
- Croix des Arches (1719) ;
- Croix de la Rivière (XVIIe siècle) ;
- Croix de Saint-Jean-des-Bois (XVIIe siècle).

#### Patrimoine civil
- Manoir de Balangeard (1634), dont les façades et toitures sont inscrites au titre des monuments historiques par arrêté du 2 mars 1990[29] ;
- Manoir de Coëtion date des XVe et XVIIe siècles, il est inscrit à l'inventaire général du patrimoine culturel[30] ;
- Manoir des Greffins (XVIIe siècle), il est inscrit à l'inventaire général du patrimoine culturel[31] ;
- Manoir de la Ruée  (XVIIe et XIXe siècles), il est inscrit à l'inventaire général du patrimoine culturel[32] ;
- Manoir de la Ville-Robert (XVIe siècle), il  est inscrit à l'inventaire général du patrimoine culturel[33] ;
- Maison de Lores (1630) ;
- Moulin à eau des Arches (N/D) ;
- Moulin à vent du Prieuré (N/D) ;
- Moulin à vent de La Ville-Robert (N/D).

#### Patrimoine naturel
- Menhir de la Roche Piquée (Néolithique).

### Héraldique
|  | Les armoiries de Ruffiac se blasonnent ainsi : D'azur à la croix engrêlée d'or cantonnée en chef à dextre d'une tête et d'un col de bouc du même ; à l'écusson de gueules chargé de trois bourdons d'argent brochant en abîme. |